# North Eastern Hockey League
Die North Eastern Hockey League (kurz: NEHL) war eine US-amerikanische Eishockey Minor League, die 2003 von dem Unternehmer Jim Cashman, der neben seiner Funktion als Trainer und Kapitän der York IceCats, gegründet wurde. Neben der kanadischen Ligue Nord-Américaine de Hockey galt sie als die niedrigste Profiliga im nordamerikanischen Eishockey.
Schon 1978/79 gab es in den Vereinigten Staaten eine North Eastern Hockey League, die sich aber nach nur einer Spielzeit mit der Eastern Hockey League zusammenschloss.
Am 23. Januar 2008 gab die Liga bekannt, dass sie den Spielbetrieb mit sofortiger Wirkung einstellt.

## Saison 2003/04
Zur Saison 2003/04 begann der Ligabetrieb mit folgenden Teams, die an Wochenendspieltagen gegeneinander antraten:
- Jamestown Titans
- Mohawk Valley Comets (NEHL)
- Poughkeepsie Panthers (später Connecticut Cougars)
- York IceCats

Die reguläre Saison begann im November, zu den Stärken der Liga gehörte zunächst, dass sehr viele Tore in den Partien fielen und somit die Zuschauer angezogen wurden. Dennoch musste das Franchise aus Poughkeepsie zwischen Weihnachten und Neujahr aufgrund von Zuschauermangel nach Connecticut umziehen und daraufhin in Connecticut Cougars umbenannt werden.
Zwei Tage vor den Play-offs gaben die Mohawk Valley Comets, der Tabellenführende der Hauptrunde, schließlich bekannt, aus finanziellen Problemen nicht an den Finalspielen teilnehmen zu können, was die Liga an den Rand des Ruins brachte. Auch die Play-off-Struktur musste kurzfristig geändert werden, sollte mit York und Jamestown der Zweit- bzw. Drittplatzierte den Finalgegner der Comets ausspielen, so mussten diese beiden Teams nun den Titel unter sich ausspielen.
In den zwei angesetzten Finalspielen gewann jeweils eine der beiden Mannschaften (York – Jamestown 8:5; 1:9), in einem 20-minütigen Entscheidungsspiel besiegten die Jamestown Titans die York IceCats mit 6:1 und erhielten als erstes Team die Herb Brooks Memorial Trophy als Sieger der North Eastern Hockey League.

## Saison 2005/06
Finanzielle Probleme zwangen die Liga, den Spielbetrieb in der Saison 2004/05 auszusetzen, zur Spielzeit 2005/06 kehrte die Liga als Continental Professional Hockey League mit Teams aus Kanada und den USA zurück.
Die reguläre Saison sollte 44 Spiele umfassen und im November 2005 starten, doch schon Mitte Dezember 2005 wurde auch diese Saison aufgrund wirtschaftlicher Probleme abgebrochen. Die vier teilnehmenden Teams waren:
- St. Catharines IceCats
- Philadelphia Comets
- Pittsburgh Pounders
- Sault Ste. Marie Stampede

## Saison 2006/07
Zur Saison 2006/07 kehrte die Liga als North Eastern Hockey League zurück, der Spielbetrieb wurde besser strukturiert ausgetragen, sodass die Saison diesmal ohne Abbruch ausgeführt werden konnte. Zudem fand am 18. März ein All-Star-Game mit den besten Spielern der Liga statt.
Die Teams der Saison 2006/07 waren:
- Danville Pounders
- Findlay Freedom
- Mohawk Valley IceCats
- New England Stars

## Saison 2007/08
In der letzten Saison, die jedoch nicht beendet wurde, traten folgende Teams an:
- Copper City Chiefs
- Findlay Freedom
- Norfolk IceCats
- Kensington Valley Pounders